# Nyárlőrinc
Nyárlőrinc is een plaats (község) en gemeente in het Hongaarse comitaat Bács-Kiskun. Nyárlőrinc telt 2404 inwoners (2007).